# Нарывник красноголовый
Нарывник красноголовый (лат. Epicauta erythrocephala) — вид жуков семейства нарывников.

## Описание
Жук чёрного цвета с оранжево-красной головой, вдоль которой посредине проходит чёрная полоска; посредине груди находится на спинной стороне белая продольная полоса (обуславливаемая густыми белыми волосками); такие же полоски находятся по боковым краям и посредине надкрылий; длина 12—18 мм.
Развитие жука, как и других нарывников, сопряжено с гиперметаморфозом. Яйца откладываются кучками в землю в тех местах, где отложены кубышки (яйцевые коконы) саранчи (Pachytilus migratorius) и прусика (Caloptenus italicus). Первая личиночная стадия (триунгулина) ещё не известна, но по аналогии с другими видами рода Epicauta можно думать, что личинка, вышедшая из яйца, проникает в кубышку, съедает несколько яиц и превращается после линьки во 2-ю стадию, белую личинку, покрытую короткими волосками, с небольшими ногами, по форме тела такая личинка напоминает личинок жужелиц; в 3-й стадии личинка является более толстой и неуклюжей, с более короткими ногами, без волосков, с рыжеватой головой (по форме тела напоминает личинок пластинчатоусых жуков). Истребив все яички в кубышке, личинка с помощью челюстей прогрызает отверстие в кубышке, уходит в землю и после линьки превращается в так называемую ложную куколку (4-я стадия); в этой стадии личинка неподвижна, дугообразно согнута, оранжевого цвета, с очень укороченными ногами и твердым хитиновым покровом. В этой стадии она зимует и весной превращается в 5-ю стадию, похожую на 3-ю; переменив место в земле, личинка окукливается и через несколько дней выходит жук.
Распространен в южной и юго-восточной России, юго-западной Сибири, Австрии и Италии. Жуки появляются весной на различных растениях и при сильном размножении могут наносить вред культурным растениям (различным овощам, хлебам, картофелю, индиго). Вред наблюдался в Таврической, Екатеринославской и Бакинской губерниях. Однако польза, приносимая этим жуком, значительно больше, чем вред, так как он истребляет в больших количествах столь вредных насекомых, как саранча и прусик. Замечено, что Нарывник красноголовый появляется в большом количестве в годы, следующие за периодом сильного размножения саранчи и пруса, например в 1849 г. после размножения саранчи на юге России в 1845—1848 гг., в 1864 г. после появления на юге России в 1863—1864 гг. громадных количеств прусика. В некоторых местностях Саратовской губернии в 1893 г. 45—60 % кубышек прусика были заражены личинками этого жука. Подобно другим нарывникам и некоторым другим насекомым, жук может выпускать кровь из особых отверстий между голенями и бедрами ног; как и у других нарывников, кровь его содержит ядовитое вещество — кантаридин (см. Мухи шпанские) и выделение его служит средством защиты от врагов.